# Jiří Exl
Jiří Exl (* 7. dubna 1955) je bývalý český hokejový útočník.

## Hokejová kariéra
V československé lize hrál za TJ Zetor Brno a TJ Ingstav Brno. Odehrál 3 ligové sezóny, nastoupil v 61 ligových utkáních, dal 7 ligových gólů a měl 6 asistencí. V nižších soutěžích hrál i za Duklu Jihlava „B“, TJ Spartak Nedvědice a TJ ŽĎAS Žďár nad Sázavou. Reprezentoval Československo na Mistrovství světa juniorů v ledním hokeji 1975, kde tým skončil na 4. místě.

## Klubové statistiky
| Sezona    | Klub                       | Soutěž  | Základní část | Základní část | Základní část | Základní část | Základní část |
| Sezona    | Klub                       | Soutěž  | Z             | G             | A             | B             | TM            |
| --------- | -------------------------- | ------- | ------------- | ------------- | ------------- | ------------- | ------------- |
| 1971/1972 | TJ Spartak Nedvědice       | 3. liga | 14            | 2             | -             | -             | -             |
| 1972/1973 | TJ Spartak Nedvědice       | 3. liga | -             | 3             | -             | -             | -             |
| 1973/1974 | TJ Ingstav Brno            | 2. liga | 15            | 5             | 4             | 9             | 19            |
| 1974/1975 | TJ Ingstav Brno            | 2. liga | 42            | 11            | 8             | 19            | 22            |
| 1975/1976 | TJ Ingstav Brno            | 1. liga | 19            | 5             | 1             | 6             | 12            |
| 1976/1977 | Dukla Jihlava „B“          | 2. liga | 25            | 4             | 4             | 8             | 162           |
| 1977/1978 | Dukla Jihlava „B“          | 2. liga | 29            | 6             | 6             | 12            | 20            |
| 1978/1979 | TJ Ingstav Brno            | 2. liga | 42            | 3             | 5             | 8             | 12            |
| 1979/1980 | TJ Ingstav Brno            | 2. liga | 42            | 17            | 10            | 27            | 18            |
| 1980/1981 | TJ Ingstav Brno            | 2. liga | 40            | 19            | 12            | 31            | 12            |
| 1981/1982 | TJ Zetor Brno              | 1. liga | 30            | 1             | 4             | 5             | 4             |
| 1982/1983 | TJ Zetor Brno              | 1. liga | 12            | 1             | 1             | 2             | 2             |
| 1982/1983 | TJ Lokomotiva Ingstav Brno | 2. liga | -             | 0             | -             | -             | -             |
| 1983/1984 | TJ Lokomotiva Ingstav Brno | 2. liga | -             | -             | -             | -             | -             |
| 1983/1984 | TJ ŽĎAS Žďár nad Sázavou   | 3. liga | 12            | 6             | 3             | 9             | -             |